# Plague Angel
Plague Angel es el noveno álbum de estudio de la banda sueca de black metal Marduk. Fue grabado y mezclado en los estudios Endarker Studio en septiembre del 2004 y lanzado en noviembre a través de Regain Records. Plague Angel es el primer álbum de Marduk que cuenta con Mortuus como vocalista y Magnus "Devo" Andersson, exguitarrista de la banda, regresa después de su salida en 1994, ahora haciéndose cargo del bajo y las mezclas. La banda de metal industrial Arditi colabora en la canción Deathmarch.

## Lista de canciones
| N.º | Título                         | Duración |  |
| 1.  | «The Hangman of Prague»        | 3:05     |  |
| 2.  | «Throne of Rats»               | 2:42     |  |
| 3.  | «Seven Angels, Seven Trumpets» | 2:47     |  |
| 4.  | «Life's Emblem»                | 4:55     |  |
| 5.  | «Steel Inferno»                | 2:23     |  |
| 6.  | «Perish in Flames»             | 7:46     |  |
| 7.  | «Holy Blood, Holy Grail»       | 2:27     |  |
| 8.  | «Warschau»                     | 3:18     |  |
| 9.  | «Deathmarch»                   | 4:10     |  |
| 10. | «Everything Bleeds»            | 3:33     |  |
| 11. | «Blutrache»                    | 7:50     |  |

## Trivia
- Este álbum marca un definitivo cambio en cuanto a la temática de las letras. En lugar de satanismo, gran parte de las letras toman una dirección más religiosa. Esto debido a la fascinación que poseen Morgan y Mortuus con la Biblia, ya que ambos admiten ser expertos en la Biblia. A pesar de la postura antirreligiosa de Marduk, Morgan ha admitido que él usa la Biblia como fuente de inspiración únicamente por su contenido violento, ya que él encuentra en la muerte y la violencia una inspiración para Marduk, y ha dicho que puede «escribir una canción completa mentalmente con tan solo observar una imagen o una pintura violenta».
- "The Hangman of Prague" se refiere a Reinhard Heydrich después de la invasión de Checoslovaquia.

## Créditos
- Mortuus – voz
- Morgan Steinmeyer Håkansson – guitarra
- Magnus "Devo" Andersson – bajo, mezclas
- Emil Dragutinovic – batería